# Georg Wilhelm von Hardenberg
Georg Wilhelm von Hardenberg (* 22. Juli 1705; † Juni 1774 in Harste) war ein Deutschordenskomtur und kurfürstlich-sächsischer Generalmajor der Kavallerie.

## Leben und Werk
Er stammte aus der niedersächsischen Adelsfamilie von Hardenberg und war der Sohn von Christian Ludwig von Hardenberg und dessen Ehefrau Catharina Sibylla, geborene von Dörnberg.
Als Deutschordensritter wurde er 1735 in die Ballei Hessen aufgenommen. Er wurde dort Komtur in Flörsheim und 1760 Komtur in Schiffenberg. Außerdem trat er in den Dienst des polnisch-sächsischen König-Kurfürsten, der ihn im Siebenjährigen Krieg am 28. Juni 1753 zum Generalmajor befördern ließ. Aufgrund seines Lebensalters wurde er einige Jahre später pensioniert und zog sich auf seine Besitzungen zurück.